# Alfonso Blanco
Alfonso Blanco Antúnez (ur. 31 lipca 1987 w Tamiahui) – meksykański piłkarz występujący na pozycji bramkarza, od 2020 roku zawodnik Leónu.

## Kariera klubowa
Blanco jest wychowankiem akademii juniorskiej klubu CF Pachuca. Do pierwszej drużyny został włączony jako dwudziestolatek przez szkoleniowca Enrique Mezę, jednak nie mając szans na występy od razu udał się na wypożyczenie do drugoligowej filii zespołu – ekipy Indios de Ciudad Juárez. Tam występował przez pół roku; początkowo był rezerwowym golkiperem, lecz później, mając pewne miejsce między słupkami, w jesiennym sezonie Apertura 2007 wygrał z Indios rozgrywki Primera División A. Po powrocie do Pachuki występował jednak tylko w trzecioligowych rezerwach – Pachuca Juniors, wobec czego w lipcu 2008 został wypożyczony po raz kolejny, tym razem na rok do klubu Cruz Azul ze stołecznego miasta Meksyk. Tam za kadencji trenera Benjamína Galindo zadebiutował w meksykańskiej Primera División, 5 listopada 2008 w wygranym 3:1 spotkaniu z Tigres UANL. W jesiennym sezonie Apertura 2008 zdobył tytuł wicemistrza kraju, w lidze pozostając jednak wyłącznie rezerwowym dla Yosgarta Gutiérreza. Pierwszym bramkarzem Cruz Azul był natomiast w najbardziej prestiżowych rozgrywkach kontynentu – Lidze Mistrzów CONCACAF, w 2009 roku dochodząc do ich finału.
Latem 2009 Blanco został wypożyczony do drugoligowego CD Irapuato, gdzie spędził pół roku, mając pewne miejsce w wyjściowym składzie i w sezonie Apertura 2009 dotarł do finału rozgrywek Liga de Ascenso. Bezpośrednio po tym na zasadzie krótkoterminowego, kilkutygodniowego wypożyczenia przeniósł się do stołecznego Club América wskutek kontuzji rezerwowego bramkarza tej drużyny Armando Navarrete. Tam był jednak wyłącznie alternatywą dla reprezentanta kraju Guillermo Ochoi i niedługo potem udał się na wypożyczenie do drugoligowej ekipy Club Necaxa z siedzibą w Aguascalientes. W barwach tego zespołu w wiosennym sezonie Bicentenario 2010 wygrał drugą ligę meksykańską, co na koniec rozgrywek 2009/2010 zaowocowało awansem do najwyższej klasy rozgrywkowej. W pierwszej lidze spędził jeszcze jako zawodnik Necaxy sześć miesięcy, lecz przez cały swój roczny pobyt w tym klubie pełnił rolę rezerwowego golkipera – najpierw dla Pedro Hernándeza, a następnie dla Óscara Péreza.
W styczniu 2011 Blanco udał się na wypożyczenie do drugoligowego Club León, w ramach współpracy między tym zespołem a Pachucą (posiadającymi wspólnego właściciela – Grupo Pachuca). Tam spędził rok w roli podstawowego bramkarza zespołu, nie odnosząc jednak żadnych sukcesów, po czym powrócił do Pachuki, tym razem na dłużej zostając w pierwszym drużyny. Przez kolejne półtora roku był jednak rezerwowym dla Rodolfo Coty i nie rozegrał żadnego meczu w lidze, po czym został wypożyczony po raz kolejny, tym razem do nowo powstałej drugoligowej ekipy Atlético San Luis z miasta San Luis Potosí, gdzie występował przez rok jako pierwszy golkiper, bez poważniejszych osiągnięć. Bezpośrednio potem wrócił do Pachuki, gdzie jego sytuacja nie uległa zmianie; w rozgrywkach ligowych wciąż był drugim bramkarzem, tym razem przegrywając rywalizację ze swoim byłym kolegą klubowym z Necaxy – starszym o czternaście lat Óscarem Pérezem.
W wiosennym sezonie Clausura 2016 Blanco wywalczył z drużyną prowadzoną przez Diego Alonso swoje pierwsze mistrzostwo Meksyku (rozegrał wówczas dwa mecze w lidze), a w tym samym roku zajął drugie miejsce w superpucharze kraju – Campeón de Campeones.

## Kariera reprezentacyjna
W styczniu 2007 Blanco został powołany przez szkoleniowca Jesúsa Ramíreza do reprezentacji Meksyku U-20 na Mistrzostwa Ameryki Północnej U-20. Tam pełnił rolę podstawowego bramkarza swojej drużyny i rozegrał dwa z trzech możliwych spotkań (w obydwóch zachował czyste konto), zaś jego kadra – pełniąca wówczas rolę współgospodarza turnieju – zajęła wówczas pierwsze miejsce w swojej grupie. Pół roku później znalazł się w składzie na Mistrzostwa Świata U-20 w Kanadzie, gdzie również miał pewne miejsce między słupkami – wystąpił wówczas w czterech z pięciu meczów (przepuścił dwie bramki) i był wyróżniającym się punktem swojego zespołu. Meksykanie (posiadający wówczas w składzie graczy takich jak Giovani dos Santos, Carlos Vela czy Javier Hernández) odpadli wówczas z młodzieżowego mundialu w ćwierćfinale, przegrywając z Argentyną (0:1).
Jedyne powołanie do seniorskiej reprezentacji Meksyku Blanco otrzymał od selekcjonera Hugo Sáncheza we wrześniu 2007 na mecz towarzyski z Panamą (1:0). Przesiedział jednak wówczas całe spotkanie na ławce rezerwowych i nie zdołał zadebiutować w kadrze narodowej.

## Statystyki kariery
| Indios            | 2007–2008 | Meksyk | Ascenso MX       | 11  | 0 | —  | — | —   | —  | — | 11  | 0 |
| Pachuca Jrs       | 2007–2008 | Meksyk | Segunda División | 7   | 0 | —  | — | —   | —  | — | 7   | 0 |
| Cruz Azul         | 2008–2009 | Meksyk | Liga MX          | 9   | 0 | —  | — | LMC | 13 | 0 | 22  | 0 |
| Irapuato          | 2009–2010 | Meksyk | Ascenso MX       | 18  | 0 | —  | — | —   | —  | — | 18  | 0 |
| Necaxa            | 2009–2010 | Meksyk | Ascenso MX       | 7   | 0 | —  | — | —   | —  | — | 7   | 0 |
| Necaxa            | 2010–2011 | Meksyk | Liga MX          | 0   | 0 | —  | — | —   | —  | — | 0   | 0 |
| León              | 2010–2011 | Meksyk | Ascenso MX       | 18  | 0 | —  | — | —   | —  | — | 18  | 0 |
| León              | 2011–2012 | Meksyk | Ascenso MX       | 10  | 0 | —  | — | —   | —  | — | 10  | 0 |
| Pachuca           | 2011–2012 | Meksyk | Liga MX          | 0   | 0 | —  | — | —   | —  | — | 0   | 0 |
| Pachuca           | 2012–2013 | Meksyk | Liga MX          | 0   | 0 | 10 | 0 | —   | —  | — | 10  | 0 |
| Atlético San Luis | 2013–2014 | Meksyk | Ascenso MX       | 28  | 0 | 2  | 0 | —   | —  | — | 30  | 0 |
| Pachuca           | 2014–2015 | Meksyk | Liga MX          | 0   | 0 | —  | — | LMC | 2  | 0 | 2   | 0 |
| Pachuca           | 2015–2016 | Meksyk | Liga MX          | 5   | 0 | 10 | 0 | —   | —  | — | 15  | 0 |
| Pachuca           | 2016–2017 | Meksyk | Liga MX          | 0   | 0 | —  | — | LMC | 0  | 0 | 0   | 0 |
| Ogółem            | Ogółem    | Ogółem | Ogółem           | 113 | 0 | 22 | 0 | LMC | 15 | 0 | 150 | 0 |

Legenda:
- LMC – Liga Mistrzów CONCACAF